# Memoriale per l'Olocausto di Budapest
Il Memoriale per l'Olocausto di Budapest (in inglese Holocaust Memorial Center, in ungherese Holokauszt Emlékközpont) è una sinagoga rinnovata che risale agli anni '20 e funge da memoriale e museo per e sugli ebrei ungheresi uccisi durante l'Olocausto. Sebbene in gran parte incentrato sugli ebrei, il museo menziona anche le discriminazioni e le uccisioni di rom, omosessuali e disabili.

## Descrizione
L'ex sinagoga Páva al civico 39 di Páva Utca è un'istituzione nazionale riconosciuta dal governo nel 1999, ristrutturata e aperta come memoriale e museo nel 2004. È il primo centro commemorativo dell'Olocausto in Europa centrale fondato da una nazione. Il museo è stato progettato dagli architetti István Mányi e Attila Gáti. Architettonicamente l'edificio è asimmetrico. Una serie di scale conduce i visitatori alle mostre permanenti e temporanee, pensate per "simboleggiare il tempo distorto e contorto dell'Olocausto". Un centro di ricerca offre alle persone la possibilità di ricercare il proprio familiare e di aggiungere nomi alla lista, ampliando il database del museo.

## Polemica
Dopo la vittoria del partito Fidesz di Viktor Orbán alle elezioni parlamentari del 2010, a capo del centro è stato nominato Andras Levente Gal. Come svelato da Paul A. Shapiro del USHMM, Gal ha deciso di eliminare qualsiasi riferimento a Miklós Horthy, il capo di stato ungherese che strinse alleanza tra l'Ungheria e la Germania nazista. Gal è stato accusato di negare il coinvolgimento dello stato ungherese nell'Olocausto, dando tutta la colpa della distruzione della comunità ebraica ungherese alla Germania. Ciò ha portato a una protesta internazionale, a seguito della quale Gal è stato licenziato.